# Ministre plenipotenciari
El ministre plenipotenciari és una de les categories que integren l'escalafó de la carrera diplomàtica. A Espanya, es tracta d'una categoria superior al conseller d'ambaixada, i inferior a l'ambaixador. A l'escalafó de la carrera diplomàtica espanyola, n'hi ha de primera categoria, de segona, i de tercera. La seva indumentària està regulada legalment: coll i bocamànegues amb brodat de palmes i fulles de roure en vuits, i els cantells de la casaca o torera s'acaben amb canonet i pilota.